# 土屋直樹
土屋 直樹（つちや なおき）は、江戸時代前期の大名。上総久留里藩の第3代藩主。

## 生涯
寛永11年（1634年）、上総久留里藩第2代藩主・土屋利直の長男として生まれる。
延宝3年（1675年）に父が死去したため、家督を継いで藩主となる。このとき、弟の喬直に1000石と新墾田1000石の合わせて2000石を分与したため、久留里藩は2万石となった。同年12月、従五位下、伊予守に叙位・任官する。
延宝7年（1679年）8月7日、狂気を理由に改易され、久留里城も破却された。しかし甲斐武田家以来の名門であることを考慮されて、長男の逵直が遠江国内で3000石を与えられ、土屋家は旗本として存続した。
以後、直樹は逵直のもとで余生を送り、延宝9年（1681年）6月30日に死去した。享年48。
なお、久留里藩士の新井白石の父・正済は、直樹の相続後より仕えるに足らずとして一度も出仕しなかったため、延宝5年（1677年）に土屋家を追われている。ただし正済は土屋家の内紛に関与したために延宝8年（1678年）に追放刑となった、とする説もある。新井家は直樹により奉公構にされたため、白石は困窮の中で育った。